# Flindersovo pohoří
Flindersovo pohoří (anglicky  Flinders Ranges) je horské pásmo v jihovýchodní části státu Jižní Austrálie, v Austrálii. Pohoří leží přibližně 370 kilometrů severně od města Adelaide, rozkládá se ze severovýchodu k jihu v délce okolo 430 kilometrů. Nejvyšší horou je St Mary Peak s 1 188 m. V oblasti se nachází několik australských národních parků a je turisticky oblíbená. Pohoří je tvořeno zejména křemenci a pískovci.